# Derborence (film)
Pour les articles homonymes, voir Derborence.
Pour plus de détails, voir Fiche technique et Distribution.
Derborence est un film franco-suisse réalisé par Francis Reusser, sorti en 1985.
Le scénario est une adaptation du roman du même nom publié en 1934 par Charles-Ferdinand Ramuz.

## Synopsis
Dans un village du Valais, Antoine Pont épouse Thérèse Maye. Quelques mois après, il se rend pour l'été sur l'alpage de Derborence, en contrebas du glacier des Diablerets, en compagnie de Séraphin, l'oncle de sa femme. Antoine éprouve des sentiments quasi filiaux pour Séraphin, qui a convaincu sa belle-mère d'accepter un mariage envers lequel elle était réticente.     
Un soir, un énorme éboulement ensevelit leur chalet et l'ensemble de l'alpage. Alors que tout le monde le croit mort, il n'a pas été écrasé. Thérèse, qui vient de se rendre compte qu'elle est enceinte, est convaincue qu'elle est veuve et que son enfant ne connaîtra jamais son père.     
Mais Antoine a réussi à survivre. Disposant de pain, de fromage et d'eau, il réussit au bout de plusieurs semaines à trouver un chemin lui permettant de sortir de l'éboulement. Quand il revient dans son village, il est d'abord pris pour un fantôme, puis il finit par persuader les villageois et Thérèse qu'il s'agit bien de lui. Il se montre par contre étrangement froid et distant avec son épouse, qui ne parvient pas à lui annoncer sa grossesse.     
Persuadé que Séraphin a lui aussi survécu à l'éboulement et se trouve toujours coincé sous les pierres, il repart vers Derborence pour le chercher. Thérèse, et à sa suite l'ensemble des villageois, se rendent alors sur l'alpage pour le ramener.     

## Fiche technique
Source : IMDb, sauf mention contraire
- Titre français : Derborence
- Réalisateur : Francis Reusser
- Scénario : Jacques Baynac d'après le roman éponyme de C. F. Ramuz
- Producteur :  Jean-Pierre Bastid, Jean-Marc Henchoz
- Musique du film : Maria Carta
- Directeur de la photographie : Emmanuel Machuel
- Montage : Christine Benoît, Francis Reusser
- Création des décors : Jean-Marc Stehlé
- Société de production : FR3 Cinéma, Sagittaire Films, Télévision Suisse-Romande
- Format : Couleur - Son Dolby Digital
- Pays d'origine :  France
- Genre : drame
- Durée : 1h34
- Date de sortie : 1985

## Distribution
- Isabel Otero : Thérèse Maye
- Jacques Penot : Antoine Pont
- Maria Machado : Aline
- Jean-Marc Bory : Nendaz
- Bruno Cremer : Séraphin
- Jean-Pierre Sentier : Plan
- Jean-Noël Brouté : Dzozet
- Teco Celio : Biollaz
- Jean-Marc Stehlé : Loutre

## Production
Le tournage a eu lieu entre août et octobre 1984 dans le Val d'Hérens.

## Distinctions

### Récompenses
- 1986 : César du meilleur film francophone

### Nominations
- Sélectionné en compétition au Festival de Cannes 1985